# Chiesa di San Benedetto (Roma)
La chiesa di San Benedetto è un luogo di culto cattolico di Roma, situato nel quartiere Ostiense, in via del Gazometro.

## Storia
Pio X nel 1912 volle fare edificare una chiesa nel quartiere Ostiense, nei pressi del gasometro, per provvedere alla vita spirituale della popolazione ivi residente, ma morì prima di poter vedere incominciare i lavori. Il suo successore Benedetto XV si impegnò per l'avvio di essi, e la chiesa fu dedicata a San Benedetto proprio in ricordo del papa, ma per una serie di contrattempi alla sua morte l'opera aveva appena avuto inizio. Infatti, abbattuta un'antica e vetusta cappellina, dapprima (nel 1916) si adattò a chiesa una baracca della zona, poi incominciarono i lavori della nuova chiesa, ma alla morte del papa erano stati eretti solo i pilastri e il tetto. Fu solo nel 1925, sotto il pontificato di Pio XI, che si lavorò per completare la chiesa, che venne ufficialmente eretta in parrocchia il 3 giugno 1926 con la costituzione apostolica Nostri pastoralis officii.
Per diversi anni la parrocchia fu affidata ai sacerdoti della Compagnia di San Paolo; oggi è affidata ai sacerdoti della Congregazione della Società del Verbo Divino (S.V.D.) per conto della Diocesi di Roma. 
È sede del titolo cardinalizio di San Benedetto fuori Porta San Paolo.
Una lapide in fondo alla chiesa ricorda la visita effettuata da Giovanni Paolo II il 14 febbraio 1988.

## Descrizione

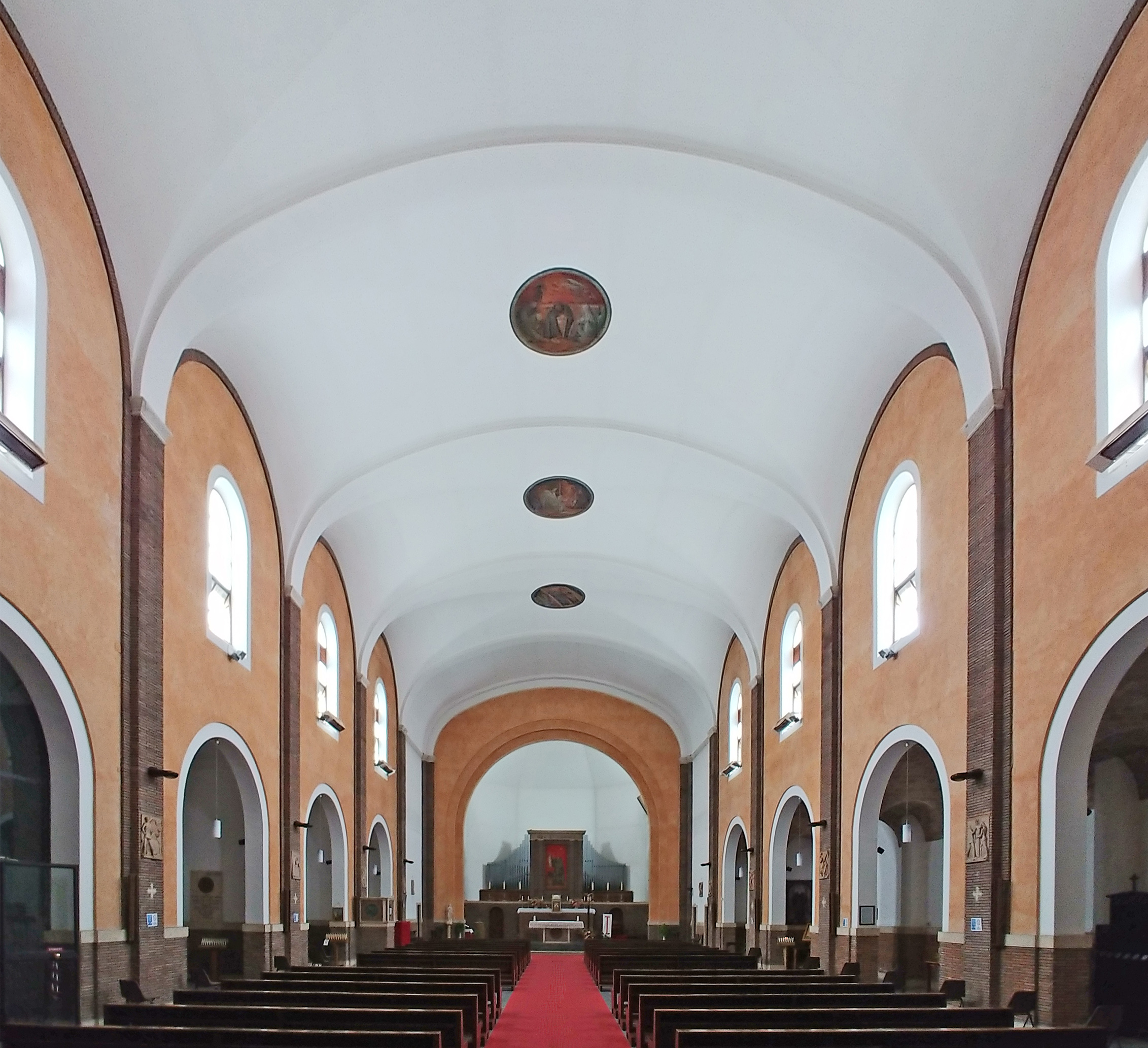
Interno

All'esterno l'edificio si presenta in laterizio, a due ordini. L'ordine inferiore è movimentato dalla presenza di un atrio scandito da due pilastri e dalla scritta latina « Obsculta o fili praecepta magistri: ora et labora » (“Ascolta, o figlio, i precetti del maestro: prega e lavora”). Nell'ordine superiore è posta una finestra ovale, ove è inserita una croce e alcuni simboli della tradizione iconografica cristiana, ossia il pesce, il cristogramma, la colomba e il pastorale. Sulla sommità della facciata è lo stemma di papa Pio XII. Nell'atrio d'ingresso è murata una lapide che ricorda l'elevazione della chiesa a diaconia cardinalizia il 28 giugno 1988 per decreto di Giovanni Paolo II.
L'interno della chiesa è ad un'unica navata, con una navatella sul lato destro separata dal corpo centrale da pilastri, e con quattro cappelle sul lato sinistro. La prima cappella, appena entrati, dedicata al Sacro Cuore di Gesù, ha lo stesso orientamento della chiesa: nella parete di fondo è un mosaico di Armando Baldinelli raffigurante il Sacro Cuore. Le due cappelle seguenti conservano opere di artisti del Novecento: una Madonna col bambino di Silvio Consadori (del 1951) e San Giuseppe con Gesù adolescente di Luigi Filocamo (del 1953). L'altare maggiore è dominato da una composizione marmorea ove si ripete il motto benedettino Ora et labora con una tela di Ferruccio Ferrazzi raffigurante San Benedetto. Una statua del santo è collocata nella navatella di destra.
La Via Crucis in terracotta è dell'artista genovese Antonio Giuseppe Santagata molto attivo a Roma negli anni '30 del secolo scorso.
Nella cappella dedicata a Maria vergine sono murate due lapidi: in quella di sinistra si ricorda la visita di papa Giovanni Paolo II, in quella di destra si commemora la figura del cardinale Andrea Carlo Ferrari nel giorno della sua beatificazione (10 maggio 1987).